# Großer Preis der Schweiz 1939

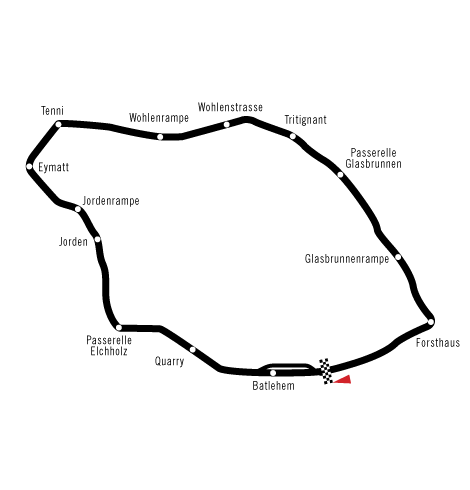
Die Bremgarten-Rundstrecke in ihrer befahrenen Version.

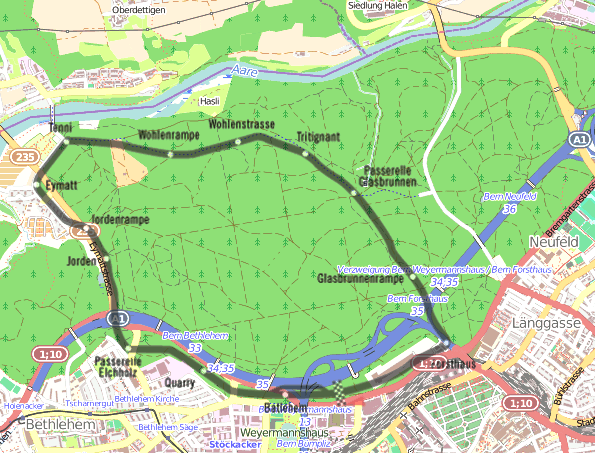
Lage im Stadtgebiet

Der VI. Große Preis der Schweiz fand am 20. August 1939 auf der 7,280 km langen Bremgarten-Rundstrecke in Bremgarten bei Bern statt. Er zählte als letztes Grande Épreuve vor Ausbruch des Zweiten Weltkriegs zur Grand-Prix-Europameisterschaft 1939 und wurde nach den Bestimmungen der Internationalen Grand-Prix-Formel (i. W. Rennwagen bis 3 Liter Hubraum mit Kompressor und bis 4,5 Liter Hubraum ohne Kompressor; Mindestgewicht 850 kg; Renndistanz mindestens 300 km), wobei für Rennwagen bis 1,5 Liter Hubraum (den sogenannten Voiturettes) und darüber jeweils ein separater Vorlauf über 20 Runden durchgeführt wurde. Der gemeinsame Finallauf um den Großen Preis der Schweiz führte dann über 30 Runden à 7,28 km, was einer Gesamtdistanz von 218,4 km entsprach.
Sieger im Grand Prix wurde Hermann Lang auf einem Mercedes-Benz W 154, der damit den zweiten und letzten Grand-Prix-Sieg seiner Karriere erringen konnte. Den Prix de Berne gewann Giuseppe Farina auf einem Alfa Romeo Tipo 158 „Alfetta“.

## Rennen
Zum Zeitpunkt des Großen Preises der Schweiz von 1939 befand sich der Grand-Prix-Sport wieder einmal in einer Krise. Durch den vorangegangenen Rückzug von Alfa Romeo und nach dem Verkauf der Grand-Prix-Rennwagen von Maserati an den privaten Rennstall des US-amerikanischen Rennfahrerehepaars Laury und Lucy O’Reilly Schell waren als Kontrahenten praktisch nur noch die Mannschaften von Daimler-Benz und der Auto Union übrig geblieben. Um etwas gegen die drohende Monotonie zu unternehmen, und vor allem die Italiener wieder anzulocken, die sich mittlerweile ganz auf die populäre Kategorie der Voiturette-Rennwagen konzentrierten, hatten sich die Schweizer Organisatoren für das Rennwochenende ein neues Format überlegt. Das bislang alleinstehende Rennen um den Preis von Bern für Voiturette-Rennwagen (bis 1,5 Liter Hubraum), das jedes Jahr im Rahmenprogramm stattfand, wurde nun zusätzlich auch als Qualifikationslauf gewertet, aus dem sechs Teilnehmer dann am Hauptrennen – dem eigentlichen Grand Prix – teilnehmen durften. Dies war möglich, weil genau genommen die Formule Internationale (die Internationale Rennformel) auch Fahrzeuge mit kleineren Hubräumen mit entsprechendem Gewichtsvorteil ganz offiziell umfasste. Alle Voiturettes mit einem Gewicht von mehr als 560,75 kg waren damit automatisch auch als Grand-Prix-Rennwagen zugelassen. Ein weiterer Vorlauf wurde außerdem für die „echten“ Grand-Prix-Rennwagen (über 1,5 Liter Hubraum) ausgerichtet, von denen die elf besten dann im Finale antreten durften. Aufgrund der relativ kurzen Distanzen der einzelnen Läufe waren anders als sonst während der Rennen keine Tank- oder Reifenstopps nötig.
Zum letzten Grande Épreuve des Jahres – der Große Preis von Italien war wegen Bauarbeiten in Monza bereits im Vorfeld abgesagt worden – traten die beiden deutschen Rennställe mit allem auf, was sie zu bieten hatten. Mercedes schickte vier Mercedes-Benz W 154 vom letzten Ausbaustand plus ein Trainingsauto für Hermann Lang, der die Saison mit bislang schon vier Siegen absolut dominierte, Europameister Rudolf Caracciola, den erfahrenen Manfred von Brauchitsch sowie als Nachwuchsfahrer Hans Hugo Hartmann auf die kurze Reise nach Bern. Auch das Team der Auto Union war mit vier Teilnehmern vertreten. Neben Top-Pilot Tazio Nuvolari und dem zum Stammfahrer aufgestiegenen Hermann Paul Müller griffen auch die altbewährten Hans Stuck und Rudolf Hasse ins Steuer eines der Auto-Union-Grand-Prix-Modelle Auto Union „Typ D“.
Die einzige halbwegs ernstzunehmende Konkurrenz in der Grand-Prix-Klasse stellten die zwei früheren Maserati-Werksrennwagen dar, die erst kürzlich an die Écurie Schell übereignet worden waren, die sich bis dahin weitgehend vergeblich mit ihren Delahaye-Rennwagen mit 4,5-Liter-Saugmotor abgemüht hatte. Das Modell Maserati 8CTF zeichnete zwar ein hervorragendes Handling aus, war aber an Motorleistung und Zuverlässigkeit den deutschen Silberpfeilen deutlfich unterlegen.
In der Voiturette-Klasse war die dominierende Farbe dagegen rot. Die Werksmannschaft von Alfa Romeo erschien mit zwei ihrer überragenden Alfettas Alfa Romeo Tipo 158 für Clemente Biondetti und Giuseppe Farina, die ihren Qualifikationslauf gegen eine Riege von Maseratis und britischen ERA klar gewinnen konnten.
Auch im Vorlauf der Grand-Prix-Rennwagen, bei dem angesichts von lediglich 13 Teilnehmern die Qualifikationshürde nicht allzu hoch lag, gab es eine klare Dominanz einer Marke. Mit Lang vor Caracciola und von Brauchitsch gab es einen Dreifachsieg für Mercedes-Benz, aber das Quartett der Auto Union wie auch der einzige gestartete Maserati der Écurie Schell mit René Dreyfus am Steuer konnten sich ihre Plätze für den Endlauf problemlos sichern.
Unmittelbar zum Start des Hauptrennens begann es zu regnen, was die Bedingungen auf der zu einem großen Teil gepflasterten Rennstrecke äußerst trickreich machte. Lang ging erwartungsgemäß von der besten Startposition aus direkt in Front, aber dahinter sortierte sich zur allgemeinen Überraschung Farina auf der „kleinen“ Alfetta ein, der schon im Training mit der viertbesten Gesamtzeit aller Teilnehmer für einiges Aufsehen gesorgt hatte. Rundenlang konnte er alle Attacken Caracciolas abwehren, bis dann bei nachlassendem Regen die Grand-Prix-Rennwagen ihre überlegene Motorleistung immer besser auf die Straße bringen konnten und dem Italiener, der am Ende noch Siebter wurde, eine um die andere Position abrangen.
In der Zwischenzeit hatte sich an der Spitze Caracciola als ausgemachter Regenspezialist auf die Verfolgung seines teaminternen Erzrivalen Lang gemacht und arbeitete sich kontinuierlich heran. Bis zum Beginn des letzten Umlaufs war der Vorsprung auf zwei Sekunden zusammengeschmolzen, doch mit einer letzten Rekordrunde konnte sich Lang seinen zweiten – und letzten – Erfolg bei einem Grande Épreuve doch noch sichern.

## Meldeliste
| Team                         | Nr. | Klasse a | Fahrer                  | Info  | Chassis                       | Motor                                   | Reifen |
| ---------------------------- | --- | -------- | ----------------------- | ----- | ----------------------------- | --------------------------------------- | ------ |
| Auto Union AG                | 02  | GP       | Rudolf Hasse            |       | Auto Union Typ D              | Auto Union 3.0L V12 Kompressor          |        |
| Auto Union AG                | 04  | GP       | Hermann Paul Müller     |       | Auto Union Typ D              | Auto Union 3.0L V12 Kompressor          |        |
| Auto Union AG                | 06  | GP       | Tazio Nuvolari          |       | Auto Union Typ D              | Auto Union 3.0L V12 Kompressor          |        |
| Auto Union AG                | 08  | GP       | Hans Stuck              |       | Auto Union Typ D              | Auto Union 3.0L V12 Kompressor          |        |
| Daimler-Benz AG              | 10  | GP       | Manfred von Brauchitsch |       | Mercedes-Benz W 154           | Mercedes-Benz M 163 3.0L V12 Kompressor |        |
| Daimler-Benz AG              | 12  | GP       | Heinz Brendel           | DNA b | Mercedes-Benz W 154           | Mercedes-Benz M 163 3.0L V12 Kompressor |        |
| Daimler-Benz AG              | 12  | GP       | Hans-Hugo Hartmann      |       | Mercedes-Benz W 154           | Mercedes-Benz M 163 3.0L V12 Kompressor |        |
| Daimler-Benz AG              | 14  | GP       | Rudolf Caracciola       |       | Mercedes-Benz W 154           | Mercedes-Benz M 163 3.0L V12 Kompressor |        |
| Daimler-Benz AG              | 16  | GP       | Hermann Lang            |       | Mercedes-Benz W 154           | Mercedes-Benz M 163 3.0L V12 Kompressor |        |
| R. Mazaud                    | 18  | GP       | Robert Mazaud           |       | Delahaye 135CS                | Delahaye 3.6L I6                        |        |
| R. Sommer                    | 20  | GP       | Raymond Sommer          | DNA   | Alfa Romeo Tipo 308           | Alfa Romeo 3.0L I8 Kompressor           |        |
| Écurie Lucy O’Reilly Schell  | 22  | GP       | Luigi Chinetti          | DNA   | Delahaye 145/155              | Delahaye 4.5L V12                       |        |
| Écurie Lucy O’Reilly Schell  | 26  | GP       | Fahrer nicht benannt    | DNA   | Delahaye 145/155              | Delahaye 4.5L V12                       |        |
| Écurie Lucy O’Reilly Schell  | 28  | GP       | René Dreyfus            |       | Maserati 8CTF                 | Maserati 3.0L I8 Kompressor             |        |
| Écurie Lucy O’Reilly Schell  | 30  | GP       | Raph                    | DNS c | Maserati 8CTF                 | Maserati 3.0L I8 Kompressor             |        |
| M. Christen                  | 24  | GP       | Max Christen            |       | Maserati Tipo 26B „Monoposto“ | Maserati 2.0L I8 Kompressor             |        |
| K. Evans                     | 32  | GP       | Kenneth Evans           |       | Alfa Romeo Tipo B             | Alfa Romeo 3.0L I8 Kompressor           |        |
| P. Pietsch                   | 40  | V        | Paul Pietsch            |       | Maserati 4CL                  | Maserati 1.5L I4 Kompressor             |        |
| Süddeutsche Renngemeinschaft | 42  | V        | Hans Dipper             | DNA   | Maserati 6CM                  | Maserati 1.5L I6 Kompressor             |        |
| Süddeutsche Renngemeinschaft | 44  | V        | Leonhard Joa            |       | Maserati 4CM/1937             | Maserati 1.5L I4 Kompressor             |        |
| M. Horvilleur                | 46  | V        | Marc Horvilleur         |       | Maserati 4CM                  | Maserati 1.5L I4 Kompressor             |        |
| R. Ansell                    | 48  | V        | Robert Ansell           |       | ERA B-Type                    | ERA 1.5L I6 Kompressor                  |        |
| A. Pollock                   | 50  | V        | Allen Pollock           |       | ERA A-Type                    | ERA 1.5L I6 Kompressor                  |        |
| A. Rolt                      | 52  | V        | Tony Rolt               | DNA   | ERA B-Type                    | ERA 1.5L I6 Kompressor                  |        |
| J. Wakefield                 | 54  | V        | John Peter Wakefield    |       | Maserati 4CL                  | Maserati 1.5L I4 Kompressor             |        |
| G. Barbieri                  | 56  | V        | Guido Barbieri          |       | Maserati 6CM                  | Maserati 1.5L I6 Kompressor             |        |
| E. Bianco                    | 58  | V        | Ettore Bianco           | DNA   | Maserati 4CL                  | Maserati 1.5L I4 Kompressor             |        |
| Officine A. Maserati         | 60  | V        | Giovanni Rocco          |       | Maserati 4CL                  | Maserati 1.5L I4 Kompressor             |        |
| E. Romano                    | 62  | V        | Emilio Romano           | DNA   | Maserati 6CM                  | Maserati 1.5L I6 Kompressor             |        |
| Alfa Corse                   | 64  | V        | Giuseppe Farina         |       | Alfa Romeo Tipo 158           | Alfa Romeo 1.5L I8 Kompressor           |        |
| Alfa Corse                   | 66  | V        | Clemente Biondetti      |       | Alfa Romeo Tipo 158           | Alfa Romeo 1.5L I8 Kompressor           |        |
| Scuderia Ambrosiana          | 68  | V        | Arialdo Ruggeri         | DNA   | Maserati 4CL                  | Maserati 1.5L I4 Kompressor             |        |
| Scuderia Ambrosiana          | 70  | V        | Piero Taruffi           | DNA   | Maserati 4CL                  | Maserati 1.5L I4 Kompressor             |        |
| E. de Graffenried            | 72  | GP d     | Toulo de Graffenried    |       | Maserati 6C-34                | Maserati 3.0L I6 Kompressor             |        |

## Klassifikation

### Rennen 1 –Voiturette-Klasse (1500 cm³)

#### Startaufstellung
| 3                  |                      | 2                |                       | 1                  |
| ------------------ | -------------------- | ---------------- | --------------------- | ------------------ |
| Pietsch 2:50,1 min |                      | Rocco 2:48,1 min |                       | Farina 2:45,2 min  |
|                    | 5                    |                  | 4                     |                    |
|                    | Biondetti 2:53,6 min |                  | Wakefield 2:50,9 min  |                    |
| 8                  |                      | 7                |                       | 6                  |
| Ansell 3:18,1 min  |                      | Joa (unbekannt)  |                       | Pollock 3:05,5 min |
|                    | 10                   |                  | 9                     |                    |
|                    | Barbieri 3:45,3 min  |                  | Horvilleur 3:34,7 min |                    |

#### Rennergebnis
| Pos. | Nr. | Fahrer               | Konstrukteur | Runden | Zeit         | Ausfallgrund |
| ---- | --- | -------------------- | ------------ | ------ | ------------ | ------------ |
| 1    | 64  | Giuseppe Farina      | Alfa Romeo   | 20     | 56:28,0 min  |              |
| 2    | 66  | Clemente Biondetti   | Alfa Romeo   | 20     | + 37,0 s     |              |
| 3    | 54  | John Peter Wakefield | Maserati     | 20     | + 1:08,9 min |              |
| 4    | 60  | Giovanni Rocco       | Maserati     | 20     | + 1:46,9 min |              |
| 5    | 40  | Paul Pietsch         | Maserati     | 19     | + 1 Runde    |              |
| 6    | 48  | Robert Ansell        | ERA          | 19     | + 1 Runde    |              |
| 7    | 44  | Leonhard Joa         | Maserati     | 18     | + 2 Runden   |              |
| 8    | 50  | Allen Pollock        | ERA          | 17     | + 3 Runden   |              |
| DNF  | 56  | Guido Barbieri       | Maserati     | 3      |              | Kupplung     |
| DNF  | 46  | Marc Horvilleur      | Maserati     | 1      |              | Kupplung     |

Schnellste Rennrunde:  Giuseppe Farina (Alfa Romeo), 2:46,5 min = 157,4 km/h

### Rennen 2 – Grand-Prix-Klasse (3000 cm³)

#### Startaufstellung
| 3                     |                       | 2                          |                     | 1                          |
| --------------------- | --------------------- | -------------------------- | ------------------- | -------------------------- |
| Caracciola 2:35,6 min |                       | von Brauchitsch 2:34,3 min |                     | Lang 2:33,3 min            |
|                       | 5                     |                            | 4                   |                            |
|                       | Nuvolari 2:36,2 min   |                            | Stuck 2:35,8 min    |                            |
| 8                     |                       | 7                          |                     | 6                          |
| Hartmann 2:40,9 min   |                       | Müller 2:39,6 min          |                     | Hasse 2:38,7 min           |
|                       | (10)                  |                            | 9                   |                            |
|                       | ( Raph) a (unbekannt) |                            | Dreyfus 2:50,0 min  |                            |
| 13                    |                       | 11                         |                     | 11                         |
| Mazaud (unbekannt)    |                       | Evans 3:04,1 min           |                     | de Graffenried (unbekannt) |
|                       |                       |                            | 14                  |                            |
|                       |                       |                            | Christen 3:19,5 min |                            |

#### Rennergebnis
| Pos. | Nr. | Fahrer                  | Konstrukteur  | Runden | Zeit         | Ausfallgrund |
| ---- | --- | ----------------------- | ------------- | ------ | ------------ | ------------ |
| 1    | 16  | Hermann Lang            | Mercedes-Benz | 20     | 53:40,0 min  |              |
| 2    | 14  | Rudolf Caracciola       | Mercedes-Benz | 20     | + 04,8 s     |              |
| 3    | 10  | Manfred von Brauchitsch | Mercedes-Benz | 20     | + 30,7 s     |              |
| 4    | 06  | Tazio Nuvolari          | Auto Union    | 20     | + 40,5 s     |              |
| 5    | 12  | Hans-Hugo Hartmann      | Mercedes-Benz | 20     | + 2:53,1 min |              |
| 6    | 08  | Hans Stuck              | Auto Union    | 19     | + 1 Runde    |              |
| 7    | 04  | Hermann Paul Müller     | Auto Union    | 19     | + 1 Runde    |              |
| 8    | 02  | Rudolf Hasse            | Auto Union    | 19     | + 1 Runde    |              |
| 9    | 28  | René Dreyfus            | Maserati      | 19     | + 1 Runde    |              |
| 10   | 32  | Kenneth Evans           | Alfa Romeo    | 18     | + 2 Runden   |              |
| 11   | 72  | Toulo de Graffenried    | Maserati      | 18     | + 2 Runden   |              |
| 12   | 18  | Robert Mazaud           | Delahaye      | 17     | + 3 Runden   |              |
| DNF  | 24  | Max Christen            | Maserati      | 6      |              | Bremsen      |
| DNS  | 30  | Raph                    | Maserati      |        |              |              |

Schnellste Rennrunde:  Rudolf Caracciola (Mercedes-Benz), 2:36,0 min = 168,0 km/h

### Finale

#### Startaufstellung
Die Positionen wurden anhand der in den Vorläufen erzielten Gesamtzeiten vergeben.
| 3          |          | 2              |          | 1         |
| ---------- | -------- | -------------- | -------- | --------- |
| Caracciola |          | Caracciola     |          | Lang      |
|            | 5        |                | 4        |           |
|            | Hartmann |                | Nuvolari |           |
| 8          |          | 7              |          | 6         |
| Biondetti  |          | Stuck          |          | Farina    |
|            | 10       |                | 9        |           |
|            | Hasse    |                | Müller   |           |
| 13         |          | 12             |          | 11        |
| Dreyfus    |          | Rocco          |          | Wakefield |
|            | 15       |                | 14       |           |
|            | Ansell   |                | Pietsch  |           |
|            |          | 17             |          | 16        |
|            |          | de Graffenried |          | Evans     |

#### Rennergebnis
| Pos. | Nr. | Fahrer                  | Konstrukteur  | Runden | Zeit         | Ausfallgrund | EM-Punkte |
| ---- | --- | ----------------------- | ------------- | ------ | ------------ | ------------ | --------- |
| 1    | 16  | Hermann Lang            | Mercedes-Benz | 30     | 1:24:47,6 h  |              | 1         |
| 2    | 14  | Rudolf Caracciola       | Mercedes-Benz | 30     | + 03,1 s     |              | 2         |
| 3    | 10  | Manfred von Brauchitsch | Mercedes-Benz | 30     | + 1:09,9 min |              | 3         |
| 4    | 04  | Hermann Paul Müller     | Auto Union    | 30     | + 2:13,7 min |              | 4         |
| 5    | 06  | Tazio Nuvolari          | Auto Union    | 30     | + 2:25,0 min |              | 4         |
| 6    | 12  | Hans-Hugo Hartmann      | Mercedes-Benz | 29     | + 1 Runde    |              | 4         |
| 7    | 64  | Giuseppe Farina         | Alfa Romeo    | 29     | + 1 Runde    |              | 4         |
| 8    | 28  | René Dreyfus            | Maserati      | 28     | + 2 Runden   |              | 4         |
| 9    | 66  | Clemente Biondetti      | Alfa Romeo    | 28     | + 2 Runden   |              | 4         |
| 10   | 08  | Hans Stuck              | Auto Union    | 28     | + 2 Runden   |              | 4         |
| 11   | 32  | Kenneth Evans           | Alfa Romeo    | 27     | + 3 Runden   |              | 4         |
| 12   | 54  | John Peter Wakefield    | Maserati      | 26     | + 4 Runden   |              | 4         |
| 13   | 48  | Robert Ansell           | ERA           | 25     | + 5 Runden   |              | 4         |
| DNF  | 72  | Toulo de Graffenried    | Maserati      | 22     |              | unbekannt    | 5         |
| DNF  | 02  | Rudolf Hasse            | Auto Union    | 20     |              | Schmierung   | 5         |
| DNF  | 40  | Paul Pietsch            | Maserati      | 7      |              | unbekannt    | 7         |
| DNF  | 60  | Giovanni Rocco          | Maserati      | 3      |              | unbekannt    | 7         |

Schnellste Rennrunde:  Hermann Lang (Mercedes-Benz), 2:38,4 min = 165,4 km/h